# Señor oscuro de los siths
El señor oscuro de los siths, o simplemente Lord Sith, es en el universo fantástico de Star Wars, es el mayor cargo al que puede acceder un sith; y en un principio en el Imperio Sith fue un título más del Emperador. 
Entre lo más conocidos se encuentran: 
- Darth Bane (Dessel), quien instauró la Regla de Dos.
- Darth Plagueis (Hego Damask), quien logró manipular los midiclorianos a su antojo, manteniendo con vida a los que él quisiera y crear vida.
- Darth Sidious (Palpatine/Emperador), principal antagonista de las nueve películas de Star Wars.
- Darth Maul (Maul) un talentoso zabrak que fue derrotado por Obi-Wan Kenobi y traicionado por Sidious.
- Darth Vader (Anakin Skywalker), mano derecha del emperador Palpatine y padre de Luke Skywalker.
- Darth Tyranus (Conde Dooku), aprendiz de Darth Sidious hasta su muerte a manos de Anakin Skywalker (más tarde Darth Vader).